# Stad van David
Stad van David (Hebreeuws: עיר דוד; Arabisch: مدينة داوود) is de aanduiding van een archeologische site in Jeruzalem. Deze ligt naast de zuidoostelijke hoek van de muren van de Oude Stad van Jeruzalem, in de Palestijnse wijk Silwan die tot Oost-Jeruzalem behoort. De gangbare Arabische benaming van de locatie is Wadi Hilweh (وادي حلوه). De gevonden structuren op deze locatie behoorden volgens de opgravers tot het Bijbelse paleis van koning David, maar deze identificatie is omstreden. De locatie omvat ook de Siloamvijver en de watertunnel die werd gebouwd door koning Hizkia. Deze door Israël geconfisqueerde locatie is omgeven met veel controverse, gerelateerd aan het Arabisch-Israëlisch conflict, in het bijzonder de aanspraak die beide zijden in het conflict maken op Jeruzalem en de Tempelberg/Haram al-Sharif. Het op deze locatie door Israël aangelegde archeologisch nationaal park is een veelbezochte toeristische trekpleister.

## Opgravingen
Volgens de Hebreeuwse Bijbel is dit de plek van een citadel die door koning David veroverd werd en waar hij zijn paleis bouwde (2 Sam. 5:7-9). Die burcht werd ook wel aangeduid met de benaming Sion. Archeologisch onderzoek door C. Warren (1867-1870) en M.B. Parker (1909-1911) leidden tot de conclusie dat de "stad van David" ten zuiden of zuidoosten van de Tempelberg gelegen moest hebben. De belangrijkste vondst in deze periode was de Siloaminscriptie in een watertunnel die volgens de Bijbel door koning Hizkia is gebouwd.

### Annexatie van de locatie
Kort na de Zesdaagse Oorlog van 1967 werd Oost-Jeruzalem geannexeerd waarna voor het eerst op grotere schaal opgravingen werden verricht op de site, aangestuurd door het Israëlische ministerie van oudheden. Van 1968 tot 1978 stonden deze onder leiding van Benjamin Mazar, die zich vooral richtte op het gebied net ten zuiden van de Tempelberg. In de jaren '60 verrichtte ook Kathleen Kenyon er opgravingen. In 1974 werd de site opengesteld voor publiek als een archeologisch nationaal park.
In 2005 verkreeg de Joodse organisatie Elad een licentie van het Israëlische ministerie van oudheden om opgravingen te verrichten en het archeologisch park te onderhouden. Sindsdien worden er nieuwe opgravingen verricht op de site, die daartoe telkens wordt uitgebreid. Ook is sterk ingezet op de promotie van de site, waardoor deze in het begin van de 21e eeuw uitgroeide van een relatief klein en onbekend archeologisch park tot een van Israëls drukst bezochte archeologische plaatsen (Pullan e.a., 83). De opgravingen die worden uitgevoerd in opdracht van Elad staan onder leiding van Eilat Mazar (kleindochter van Benjamin Mazar). Zij vond er een grote stenen structuur en beweert dat dit van het paleis van koning David is. Sindsdien wordt de naam "stad van David" nadrukkelijker gebruikt als benaming van de locatie en in de promotie van dit archeologisch park. De identificatie is echter betwist; volgens professor archeologie Finkelstein en anderen moet de structuur in een beduidend latere periode worden gedateerd (p. 157) en is Mazars identificatie mede ingegeven door een te kritiekloze verbinding tussen de Hebreeuwse Bijbel en de archeologie (p. 160-161).